# Le Massegros
Le Massegros (okcitán nyelven Lo Mas Sagran) korábbi község Franciaország déli részén, Lozère megyében. 2011-ben 367 lakosa volt. Az azonos nevű kanton és a Causse de Massegros Településtársulás központja.
2017. január 1-jén négy másik korábbi községgel egyesült és az így létrejött Massegros Causses Gorges új község része lett.

## Fekvése
Le Massegros a Causse de Sauveterre mészkőfennsíkon fekszik, 860 méteres (a községterület 815-1005 méteres) tengerszint feletti magasságban, Mende-tól 50 km-re délnyugatra, Lozère és Aveyron megyék határán.
Nyugatról Sévérac-le-Château (Aveyron), délről Mostuéjouls (Aveyron), délkeletről Saint-Rome-de-Dolan, északkeletről Saint-Georges-de-Lévéjac, északról pedig Le Recoux községekkel határos.
A D32-es út Chanac (29 km) és Mende, valamint a Tarn völgyében levő Boyne (16 km), a D995-ös út pedig Sévérac-le-Château (9 km) és Les Vignes  (12,5 km) felé teremt összeköttetést. A D67-es út Le Recoux-val (4 km) és La Tieule-lel (10,5 km) köti össze.
A községhez tartoznak Inos és Recoules-de-l’Horn települések.

## Nevének eredete
Bár Le Massegros a causse-fennsík viszonylag termékenyebb nyugati részén (a nagyrészt csak legelőnek alkalmas karsztfennsíkon ritka módon itt a gabona is megterem), erre utal neve is, mely az okcitán mas a gro (a mas tanyát, a gro szó pedig gabonát jelent) kifejezésből ered.

## Története
Inost 1364-ben említik először írásos források. Le Massegros település (a 14. századtól ismert tanya), mint vásárhely indult fejlődésnek a 18. század végén, a királyi út megépítése után. A község központja eredetileg Inosban volt, 1839-ben került át Le Massegrosba (az egyházközség csak 1912-ben), ekkor a község neve is megváltozott. Le Massegros-nak 1886-ban volt a legtöbb lakosa (383 fő).
Le Massegros hagyományos gazdasági ágazata a juhtej feldolgozása és a roquefort-sajt előállítása (a juhtartás a causse nagy részén az egyetlen lehetséges gazdálkodási mód). Inosnál nagy mészkőbánya működik.

### Demográfia
| Év   | Lakosság |
| ---- | -------- |
| 1793 | 232      |
| 1851 | 322      |
| 1876 | 353      |
| 1901 | 304      |
| 1936 | 287      |

| Év   | Lakosság |
| ---- | -------- |
| 1946 | 266      |
| 1954 | 200      |
| 1962 | 226      |
| 1968 | 226      |

| Év   | Lakosság |
| ---- | -------- |
| 1975 | 278      |
| 1982 | 282      |
| 1990 | 321      |
| 1999 | 322      |
| 2010 | 350      |

## Nevezetességei
- Le Massegros Szent Mártonnak szentelt temploma 1912-1914 között épült Casimir Privat abbé kezdeményezésére.
- Inos kápolnája - a korábbi plébániatemplom a 14-17. században épült.[4]
- Le Massegros-ban két 17. századi épület (Kép) is fennmaradt[5] (La maison aragonaise).
- Recoules-de-l’Horn településen egy 1741-ben emelt mészkő feszület található.[6]
- A község területén számos dolmen található.
- 19. századi kőkemence
- Aven Montgros és Aven de Corgne zsombolyok

## Kapcsolódó szócikk
- Lozère megye községei